# Earl of Berkshire
Earl of Berkshire ist ein erblicher britischer Adelstitel, der zweimal in der Peerage of England geschaffen wurde. Er wird nunmehr vom Oberhaupt einer Nebenlinie des Adelsgeschlechtes Howard getragen.

## Erste Verleihung
Der Titel wurde erstmals am 28. Januar 1621 für Francis Norreys, 2. Baron Norreys geschaffen. Die Verleihung erfolgte zusammen mit dem nachgeordneten Titel Viscount Thame. Bereits 1601 hatte er von seinem Großvater den 1572 für diesen geschaffenen Titel Baron Norreys of Rycote geerbt. Als er am 29. Januar 1624 ohne männliche Nachkommen starb, erloschen die Titel von 1621, die Baronie Norreys of Rycote war als Barony by writ auch in weiblicher Linie erblich und fiel an seine Tochter Elizabeth Wray.

## Zweite Verleihung
Am 7. Februar 1626 wurde der Titel für Thomas Howard, 1. Viscount Andover, den zweitgeborenen Sohn von Thomas Howard, 1. Earl of Suffolk, neu geschaffen. Er war bereits am 22. Januar 1622, ebenfalls in der Peerage of England, zum Viscount Andover und Baron Howard of Charlton erhoben worden. Sein Urenkel, der 4. Earl erbte 1745 auch den Titel 11. Earl of Suffolk, nebst nachgeordneten Titeln. Die beiden Earldoms sind seither vereint.

## Liste der Earls of Berkshire

### Earls of Berkshire, erste Verleihung (1621)
- Francis Norreys, 1. Earl of Berkshire (1582–1624)

### Earls of Berkshire, zweite Verleihung (1626)
- Thomas Howard, 1. Earl of Berkshire (1590–1669)
- Charles Howard, 2. Earl of Berkshire (1615–1679)
- Thomas Howard, 3. Earl of Berkshire (1619–1706)
- Henry Howard, 11. Earl of Suffolk, 4. Earl of Berkshire (1687–1757)
- Henry Howard, 12. Earl of Suffolk, 5. Earl of Berkshire (1739–1779)
- Henry Howard, 13. Earl of Suffolk, 6. Earl of Berkshire (1779–1779)
- Thomas Howard, 14. Earl of Suffolk, 7. Earl of Berkshire (1721–1783)
- John Howard, 15. Earl of Suffolk, 8. Earl of Berkshire (1739–1820)
- Thomas Howard, 16. Earl of Suffolk, 9. Earl of Berkshire (1776–1851)
- Charles Howard, 17. Earl of Suffolk, 10. Earl of Berkshire (1804–1876)
- Henry Howard, 18. Earl of Suffolk, 11. Earl of Berkshire (1833–1898)
- Henry Howard, 19. Earl of Suffolk, 12. Earl of Berkshire (1877–1917)
- Charles Howard, 20. Earl of Suffolk, 13. Earl of Berkshire (1906–1941)
- Michael Howard, 21. Earl of Suffolk, 14. Earl of Berkshire (1935–2022)
- Alexander Howard, 22. Earl of Suffolk, 15. Earl of Berkshire (* 1974)

Titelerbe (Heir apparent) ist der Sohn des jetzigen Earls, Arthur Howard, Viscount Andover (* 2014).